# Tour de Flandes 1978

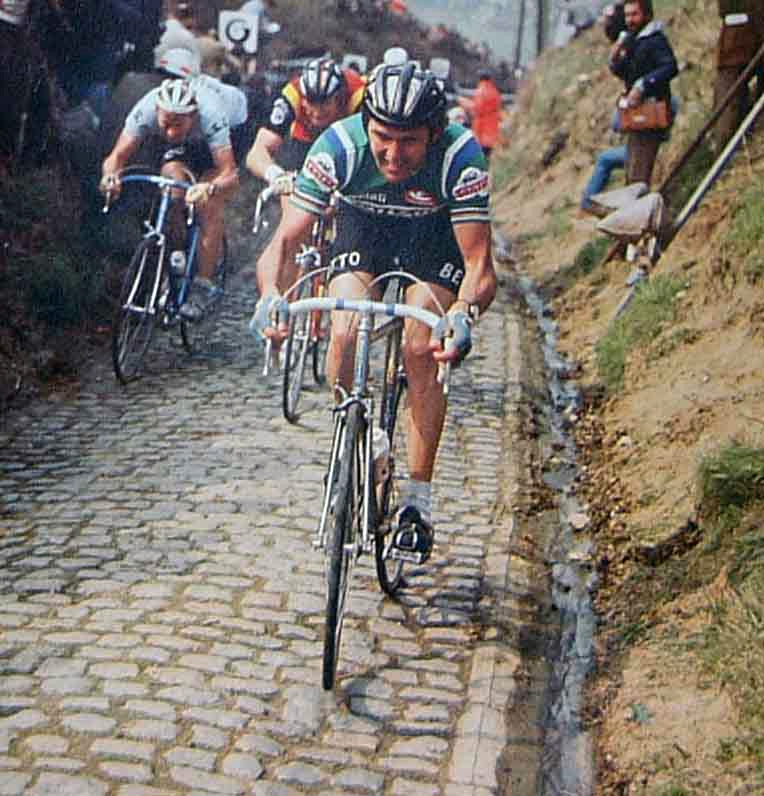
Roger de Vlaeminck en el Tour de Flandes (Koppenberg)

El Tour de Flandes 1978, la 62.ª edición de esta clásica ciclista belga. Se disputó el 9 de abril de 1978. El vencedor final fue el belga Walter Godefroot que se impuso en el esprint a sus compañeros de fuga, el también belga Michel Pollentier y el alemán Gregor Braun.
Esta fue la segunda victoria de Godefroot en el Tour de Flandes, después de la conseguida diez años antes. Godefroot basó su victoria en un ataque poco antes de la ascensión en el Muur-Kapelmuur, a falta de 40 kilómetros para la llegada que solo pudo seguir Pollentier y Braun. La fuerte rivalidad existente entre los grandes favoritos, Maertens, De Vlaemindk y Bernard Hinault les benefició. En los últimos metros Godefroot obtuvo metros de distancia que fueron insalvables para sus dos compañeros.

## Clasificación General
| Posición | Ciclista               | Equipo                    | Tiempo     |
| -------- | ---------------------- | ------------------------- | ---------- |
| 1        | Walter Godefroot       | IJsboerke-Gios            | 6h 12' 00" |
| 2        | Michel Pollentier      | Flandria-Velda            | m. t.      |
| 3        | Gregor Braun           | Peugeot-Esso              | m. t.      |
| 4        | Jos Jacobs             | IJsboerke-Gios            | + 50"      |
| 5        | Jean-Luc Vandenbroucke | Peugeot-Esso              | m. t.      |
| 6        | Herman Van Springel    | Marc Zeepcentrale-Superia | m. t.      |
| 7        | Francesco Moser        | Sanson                    | m. t.      |
| 8        | Freddy Maertens        | Flandria-Velda            | m. t.      |
| 9        | Walter Planckaert      | C&A                       | m. t.      |
| 10       | Roger De Vlaeminck     | Sanson                    | m. t.      |